# Akutklinik
Unter einer Akutklinik bzw. einem Akutkrankenhaus versteht man – im Gegensatz zu einer Tagesklinik oder einer Rehabilitationseinrichtung – das klassische Krankenhaus im Sinne einer stationären, akut therapeutischen Einrichtung. Außerdem schließt der Begriff der Akutklinik die Vorhaltung einer Notfallaufnahmeeinrichtung sowie die prä-, post- und auch teil-stationäre (eventuell also auch ambulante) Betreuung ein.
Die Bezahlung aller Leistungen in einer solchen Akutklinik sieht der Gesetzgeber nach § 39 Abs. 1 SGB V vor:
„… im Rahmen des Versorgungsauftrags des Krankenhauses […], die im Einzelfall nach Art und Schwere der Krankheit für die medizinische Versorgung der Versicherten im Krankenhaus notwendig sind, insbesondere ärztliche Behandlung (§ 28 Abs. 1), Krankenpflege, Versorgung mit Arznei-, Heil- und Hilfsmitteln, Unterkunft und Verpflegung; die akutstationäre Behandlung umfasst auch die im Einzelfall erforderlichen und zum frühestmöglichen Zeitpunkt einsetzenden Leistungen zur Frührehabilitation.“